# Synchytrium psophocarpi
Synchytrium psophocarpi är en svampart som först beskrevs av Marjan Raciborski, och fick sitt nu gällande namn av Ernst Gäumann 1927. Synchytrium psophocarpi ingår i släktet Synchytrium och familjen Synchytriaceae.   Inga underarter finns listade i Catalogue of Life.